# أليكس ستيوارت (ملاكم)
أليكس ستيوارت (بالإنجليزية: Alex Stewart)‏ (مواليد 28 يونيو 1964 في لندن - 16 نوفمبر 2016)، هو ملاكم إنجليزي يصنف ضمن فئة الوزن الثقيل. شارك في دورة الألعاب الأولمبية الصيفية سنة 1984. حقق الميدالية البرونزية في دورة الألعاب الأمريكية 1983.

## المسيرة الاحترافية
من نزالاته:
- خسر أمام خورخي لويس غونزاليس (06/06/1999).
- خسر أمام أوليغ ماسكايف (27/09/1997).

## إحصائيات
خاض خلال مسيرته 53 نزالا، فاز في 43 وخسر في 10. فاز بالضربة القاضية في 40 نزالا.

## الميداليات
| الميدالية | المسابقة                    |
| --------- | --------------------------- |
| برونزية   | دورة الألعاب الأمريكية 1983 |

## روابط خارجية
- أليكس ستيوارت على موقع بوكس ريك (الإنجليزية) (registration required)
- أليكس ستيوارت على موقع أوليمبيديا (الإنجليزية)